# 퍼스트 레이디 (드라마)
《퍼스트 레이디》(영어: First Lady)는 2022년 방영된 필리핀의 텔레비전 드라마이다.